# Pere Joan Remón Déu
Pere Joan Remón Déu (Barcelona, 1 de febrer de 1970) és un exjugador de bàsquet català. Amb els seus 2,05 metres, la seva posició a la pista era la de pivot.

## Carrera esportiva
Es va formar al planter del Joventut de Badalona, i va debutar amb el primer equip del club la temporada 1989-90. La temporada següent va canviar de club, fitxant pel BC Andorra de la Primera Divisió espanyola. Amb l'equip andorrà va assolir l'ascens a l'ACB l'any 1992, i ell hi jugarà en aquest equip i aquesta categoria fins acabada la temporada 1995-96. La temporada següent, la que seria la seva darrera en actiu, la realitzaria al Pryca Tarragona, de la lliga EBA.